# 伊万·坎波
伊万·坎波（Iván Campo，1974年2月21日—）出生於西班牙巴斯克自治区的圣塞瓦斯提安，是一名足球運動員，初出道時擔任後衛，其後轉任中場，現時效力賽普勒斯乙組球會AEK拉纳卡。

## 生平

### 早年及皇家馬德里
艾雲·甘保出身於當時仍處第三級聯賽的阿拉維斯，兩年半後離隊加盟西甲的華倫西亞，但隨即被外借到華拉度列，成功協助球隊避免降級。
借用期滿返回華倫西亞後卻被放棄，艾雲·甘保加盟升班馬馬略卡，在這支海島球隊與馬些連奴（Marcelino Elena）組成穩固的拍檔，於1997/98年為球隊取得第5位的優異成績。
1998年艾雲·甘保簽約加盟皇家馬德里，效力期間贏得一次西甲及歐聯冠軍，登上事業高峰。但在粒粒皆星的「銀河艦隊」陣中，艾雲·甘保逐漸備受冷落，2001年有傳曼聯有意收購艾雲·甘保代替離隊的雅普·斯塔姆，2002年3月英超小型班保頓領隊萨姆·阿勒代斯向「皇馬」要求借用艾雲·甘保協助護級，但不得要領。

### 保頓
在獲得隊友史蒂夫·麥克馬納曼推荐下，於2002年8月被外借到保頓一年。艾雲·甘保在英超有一個良好的開始，9月11日保頓作客1-0擊敗曼聯，連續兩年在奧脫福獲勝，艾雲·甘保在完場前獲派後補上陣，自效力「皇馬」時在歐聯作客擊敗曼聯後，再次感受「夢劇院」的熱烈氣氛。第二場主場對利物浦，艾雲·甘保下半場後補上場，更取得首個入球一度扳平2-2，但最終仍僅負2-3。初時艾雲·甘保並不適應英超的打法，僅第三次上陣，在作客對阿仙奴即被兩黃變紅牌驅逐離場，幸而後來上訴取消一面黃牌而避免即時停賽。其後萨姆·阿勒代斯將艾雲·甘保推上中場並取得成功。2003年4月5日主場2-0擊敗曼城，艾雲·甘保接應角球頂入其英超第二個入球。於5月11日主場2-1擊敗米杜士堡後，保頓確保成功護級。在借用期滿後，預期艾雲·甘保將會返回西班牙首都，但出人意表地，他選擇留下，雖然最初體檢有問題，最終解決並與保頓簽約三年，並表示他喜歡在保頓的生活。
2003/04年球季揭幕戰保頓再訪奧脫福，艾雲·甘保正式加盟後首次上陣再次遇上曼聯，這次保頓卻不能重覆過往兩年的成績，以0-4負於衛冕冠軍，而基斯坦奴·朗拿度亦在這場為曼聯處子登場。10月18日作客2-6大敗給曼城，艾雲·甘保射入本季首個入球。12月28日主場對莱斯特城，下半場艾雲·甘保於25碼外遠射得手，為保頓反先2-1，但最終雙方2-2言和完場。保頓晉級聯賽盃決賽，於2004年2月29日在加的夫千禧球場決戰米杜士堡，但開賽後僅7分鐘保頓已兩球落後，雖然奇雲·戴維斯（Kevin Davies）扳回一球，最終保頓仍負1-2屈居亞軍，這亦是艾雲·甘保登陸英格蘭後唯一一場盃賽決賽。3月20日作客阿仙奴在門前「執死雞」為保頓追近成1-2，惟仍不足平反敗局，造就阿仙奴開季29場不敗打破紀錄。4月17日艾雲·甘保再憑25碼外的遠射為保頓先開紀錄，協助球隊2-0擊敗熱刺，本季兩勝對手。保頓季末6戰5勝，僅於煞科戰0-2不敵富咸，超額完成取得聯賽第8位，是升級英超後的最佳排名，而艾雲·甘保本季在各項比賽合共上陣43場，射入4球，但取得11面黃牌。
2004/05年球季保頓獲得前西班牙及皇家馬德里隊長希亞路來投。2004年10月16日主場對水晶宮，開賽後僅15分鐘，艾雲·甘保與隊友史必在中場迎頂高球時頭撞頭，艾雲·甘保需被換離場，為此而留醫一晚及休戰兩週。艾雲·甘保透露希望留效保頓直到「收山」。4月11日艾雲·甘保為保頓預備隊出戰新特蘭，於完場前被罰紅牌，被罰停賽三場及罰款3萬英鎊。因受傷及停賽，艾雲·甘保本季在各項比賽合共只上陣29場，未有入球，但保頓卻取得英超歷來最佳成績的第6位，並取得來季參賽歐洲足協盃的入場劵。
2005/06年球季揭幕戰保頓作客挑戰阿士東維拉，在開賽後僅9分鐘各入兩球成2-2直到完場，艾雲·甘保於8分鐘頭槌頂入反先2-1。於同月月尾作客韋斯咸再入一球，協助保頓2-1獲勝兼中止對手本季的不敗走勢。9月15日保頓於歐洲足協盃首戰，主場2-1擊敗保加利亞的普羅夫迪夫火車頭（PFC Lokomotiv Plovdiv），是艾雲·甘保代表保頓亦是球隊首次在歐洲賽出賽。但艾雲·甘保不幸於操練時斷腳，X光證實其蹠骨斷裂，需要養傷兩個月。艾雲·甘保直到11月30日於聯賽盃主場對莱斯特城才告復出，下半場後補入替史必。在艾雲·甘保受傷期間，代替他的戴安尼菲爾表現出色，艾雲·甘保開始備受冷落，領隊萨姆·阿勒代斯更表示如價錢合適，可讓季末約滿的艾雲·甘保返回西班牙加盟馬略卡。艾雲·甘保沒有受到影響，更於1月中逐漸取回正選席位，但1月28日於足總盃第四圈主場對衛冕盟主阿仙奴，雲加採用二線青年球員應戰，艾雲·甘保在下半場初段被戴亞比踢傷離場，賽後證實艾雲·甘保再度骨折，需要缺陣最少10星期。艾雲·甘保缺席到4月2日才能復出，作客利物浦於末段後補入替希亞路。由於兩度骨折，艾雲·甘保本季在各項比賽合共只上陣18場，於季初射入兩球。季後約滿的艾雲·甘保雖然被傳會轉投皇家蘇斯達或馬略卡，但他明確表示希望留隊，6月30日與保頓續約兩年到2008年。
2006年8月19日在2006/07年新球季的揭幕戰對熱刺，艾雲·甘保在43碼外射破英格蘭國腳門將保羅·羅賓遜十指關，協助保頓主場輕勝2-0。9月19日聯賽盃作客再下一城，鎖定3-1的勝局。9月30日主場2-0擊敗利物浦，艾雲·甘保下半場頂門中楣彈入，攻破西班牙鄉里連拿大門。季初的入球停不了，10月22日作客布力般流浪，艾雲·甘保下半場近門頂入成1-0，但勝果仍有賴隊友積亞基連倫在比賽末段連救兩個十二碼。直到12月30日艾雲·甘保再取得入球，主場對樸茨茅夫再近門頂入反超前2-1，最終保頓3-2獲勝。2007年1月轉會窗，有傳畢爾包出價250萬英鎊收購艾雲·甘保，但再一次艾雲·甘保表明決心留隊。4月14日，似乎阿仙奴總是不利艾雲·甘保，除保頓負1-2外，艾雲·甘保於82分鐘再次兩黃領紅牌離場。艾雲·甘保本季重振雄風，在各項比賽合共上陣38場，射入5球，但亦領取了11面黃牌及1面紅牌。保頓聯賽排第7位，再獲歐洲足協盃參賽資格，但季後領隊萨姆·阿勒代斯離隊。
2007/08年球季初艾雲·甘保並未獲新帥李森美（Sammy Lee）的重用，雖然保頓在聯賽及足協盃兩線發展，直到9月23日艾雲·甘保才獲機會首次上陣，聯賽主場出戰同列降級區域的熱刺，艾雲·甘保即以一個入球慶祝回歸，雙方各一言和，而這球亦是艾雲·甘保在保頓最後一個入球。雖然保頓在歐洲足協盃晉級分組賽，但聯賽卻排於尾二，李森美於10月17日被炒。10月25日加里·梅格森（Gary Megson）獲委任為保頓新領隊。11月24日艾雲·甘保助攻給安歷卡射入，以1-0擊敗曼聯，為加里·梅格森帶來執教後首場勝仗。直到2008年2月艾雲·甘保才獲得機會在足協盃上陣，於32強淘汰賽，主客兩場對馬德里體育會，保頓爆冷累計1-0過關。3月6日艾雲·甘保繼續正選代表保頓於足協盃16強淘汰賽主場對，雙方1-1言和，艾雲·甘保未獲列入次回合作客的名單內，而保頓亦告行人止步，累計1-2被淘汰。4月26日作客熱刺，艾雲·甘保下半場被換離場，而這亦是他披上保頓的球衣最後一場比賽。5月3日聯賽煞科戰主場對新特蘭，艾雲·甘保未被列入出賽名單。5月17日，加里·梅格森放棄與艾雲·甘保續約，他於季後離隊。艾雲·甘保在保頓最後一季，在各項比賽合共上陣31場，射入1球。連同外借的一季，艾雲·甘保合共為保頓在各項比賽上陣194場，射入14球。
在2008年歐洲國家盃展開前，艾雲·甘保發表公開信給保頓的支持者，表示對未能在球場上與球迷正式道別深感遺憾，亦對保頓處理他的離去略有微言。由於球迷回應熱烈，艾雲·甘保於7月發表第二封公開信感謝保頓球迷的支持。

### 葉士域治
2008年8月11日艾雲·甘保通過體檢簽約加盟葉士域治，簽約兩年。8月26日在英格蘭聯賽盃首披葉士域治戰袍出戰高車士打，8月30日首次在聯賽上陣對屈福特。9月30日主場3-0擊敗班士利，艾雲·甘保射入「埋齋」的一球。但艾雲·甘保並未受領隊吉米·马吉尔顿（Jim Magilton）重用，更一度宣稱艾雲·甘保可供外借，直到季中才重獲正選席位。於球季結束後被新任領隊堅尼放棄。

### 國家隊
艾雲·甘保曾4次代表西班牙，於1998年3月25日首次披甲友賽以4-0擊敗瑞典，亦是1998年法國世界盃決賽週西班牙大軍成員之一，在分組首場2-3負於尼日利亞正選上陣，其後兩仗只列後備沒有登場，而西班牙亦於分組賽排第三而出局。2000年8月16日作客對德國下半場入替是其最後一次為國家隊上陣。
2006年5月21日艾雲·甘保代表巴斯克聯隊在毕尔巴鄂出戰威爾斯。

## 榮譽
皇家馬德里
- 西班牙甲级联赛冠軍：2000/01年；
- 西班牙超級盃：2001年；
- 欧洲冠军联赛冠軍：1999/00年；
- 洲際盃：1998年；

## 趣聞
艾雲·甘保表示他的「爆炸頭」出自負責辣妹合唱團的同一個髮型師，其髮型被《太陽報》選為「英超十大最差髮型」（Top Ten Wrost Premier League Haircuts）的第九位。

## 外部連結
- （英文） 足球数据库：伊万·坎波的球员统计数据
- （西班牙文） 國家隊資料